# Staverton (Devon)
Pour les articles homonymes, voir Staverton.
Staverton est un village et une paroisse civile du Devon, situé dans le sud-ouest de l'Angleterre. 